# Nicolaas Johannes Cornelis Cramer

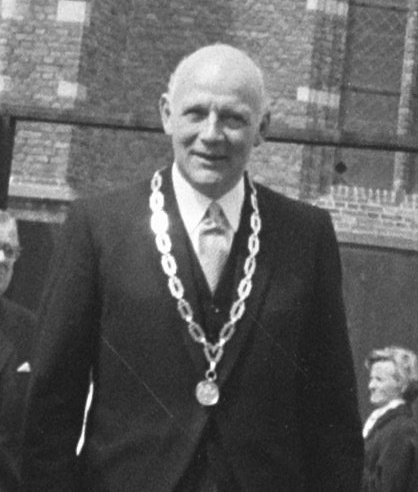
Burgemeester N.J.C. Cramer (1969)

Nicolaas Johannes Cornelis Cramer (Amsterdam, 30 maart 1914 – Naarden, 2 juni 1985) was een Nederlands politicus van de PvdA.
Hij was volontair bij de gemeentesecretarie van Woerden voor hij in 1935 benoemd werd tot tweede klerk bij de secretarie van Baarn. Daarna werkte hij bij de gemeente Laren en vervolgens trad hij in dienst bij de gemeente Wijk bij Duurstede waar hij het bracht tot eerste ambtenaar. Vanaf juli 1946 was hij gemeentesecretaris van Woudenberg tot hij in september 1952 werd benoemd tot burgemeester van Roden. Daarnaast werd Cramer eind 1956 lid van de Drentse Provinciale Staten. In september 1957 volgde zijn benoeming tot burgemeester van Naarden. In de periode van 1960 tot 1964 was hij bovendien burgemeester van 's-Graveland en Ankeveen. Vanwege gezondheidsproblemen is Cramer in november 1972 vervroegd met pensioen gegaan. Midden 1985 overleed hij op 71-jarige leeftijd.